# La Roqueta (els Masos de Baiarri)
La Roqueta és una formació muntanyosa que forma una cinglera del terme de Conca de Dalt, dins de l'antic municipi de Claverol, dins de l'enclavament dels Masos de Baiarri, al Pallars Jussà.
Està situada a l'extrem nord-est dels Masos de Baiarri, a l'esquerra del barranc de l'Infern, al sud, i a l'altra banda del barranc, de Solduga. A llevant de la Roca del Pubill i al nord-est del Roc de les Cases, damunt de l'Obaga de Castilló.